# Microlicia isophylla
Microlicia isophylla är en tvåhjärtbladig växtart som beskrevs av Dc.. Microlicia isophylla ingår i släktet Microlicia och familjen Melastomataceae. Inga underarter finns listade i Catalogue of Life.